# NGC 7362
NGC 7362 је елиптична галаксија у сазвежђу Пегаз која се налази на NGC листи објеката дубоког неба.
Деклинација објекта је + 8° 42' 21" а ректасцензија 22h 43m 49,2s. Привидна величина (магнитуда) објекта NGC 7362 износи 12,8 а фотографска магнитуда 13,8. NGC 7362 је још познат и под ознакама UGC 12171, MCG 1-58-2, CGCG 405-3, NPM1G +08.0529, PGC 69602.